# Supramonte
Il Supramonte è un vasto complesso montuoso calcareo-dolomitico formato da altopiani carbonatici che occupa la parte centro-orientale della Sardegna.

## Morfologia

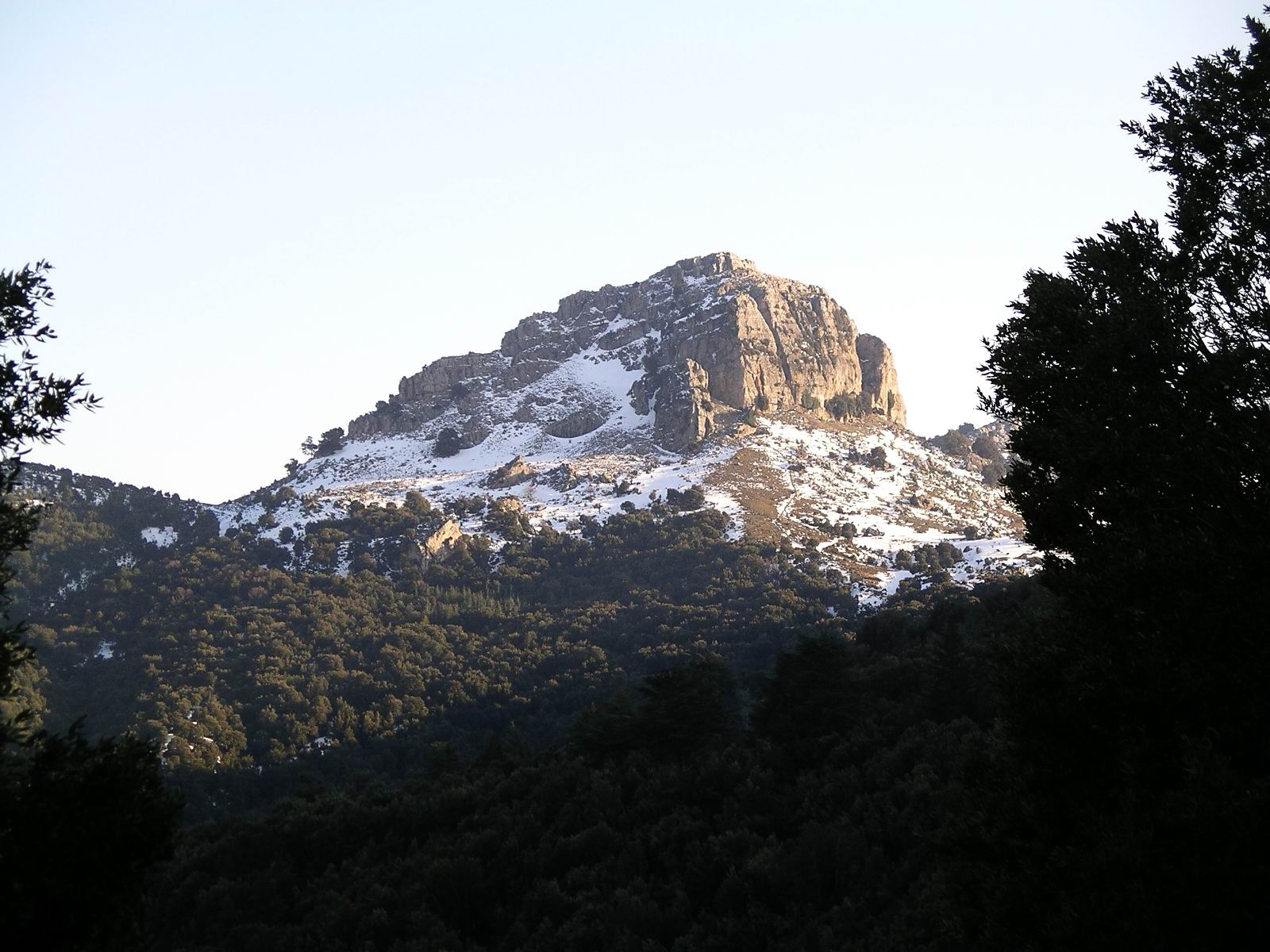
Monte Fumai

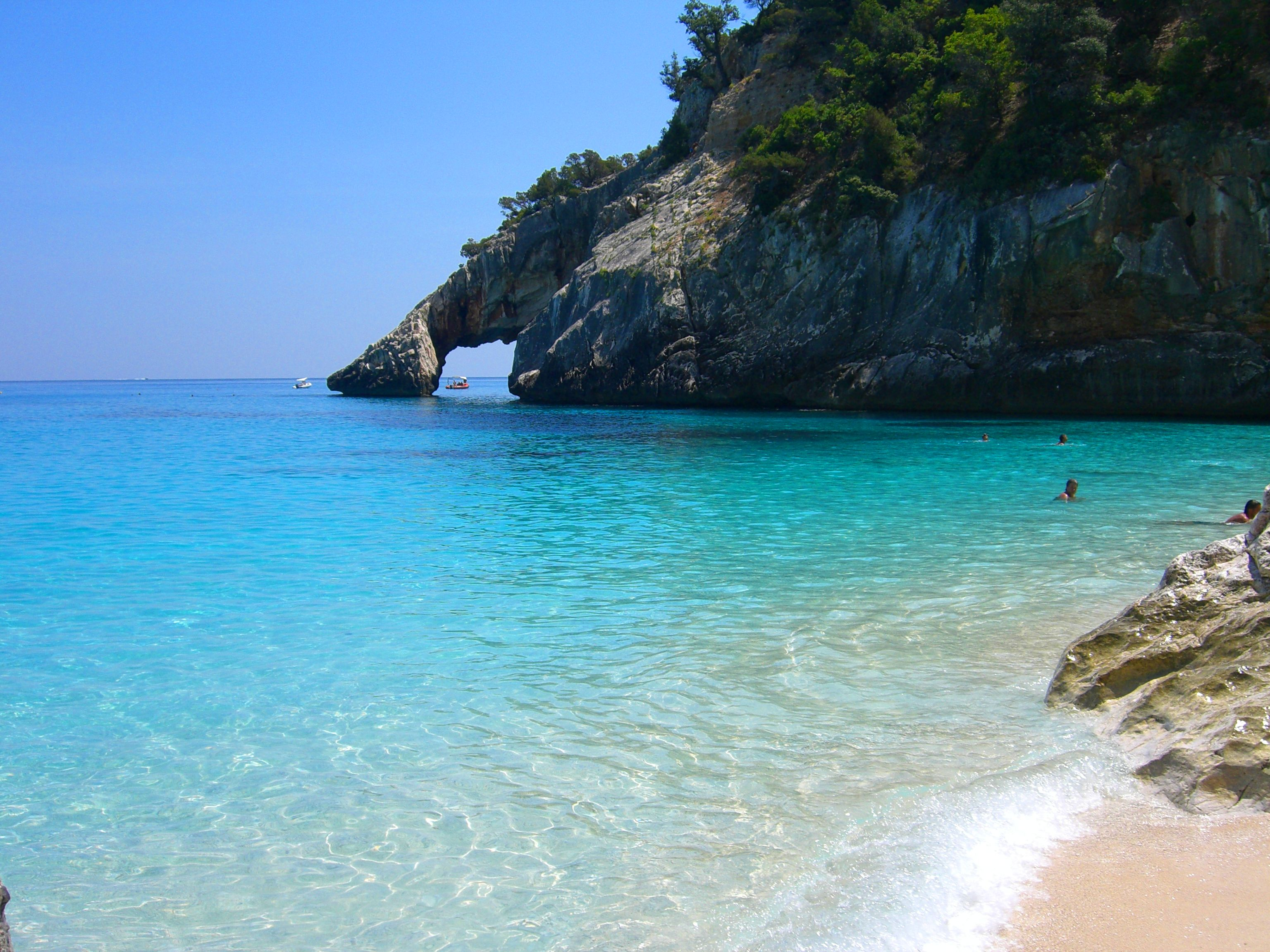
Cala Goloritzé.

Si estende su una superficie di circa 35 000 ettari (350 km²), occupando gran parte del territorio di Oliena, Orgosolo, Urzulei, Baunei e Dorgali, località situate lungo la base delle imponenti pareti calcaree che delimitano i confini degli altopiani. Tali frontiere naturali seguono verso settentrione l'alto corso del fiume Cedrino e, verso meridione, il corso del rio Olai.
L'altezza media degli altopiani è di circa 900 m s.l.m. e l'azione erosiva, condotta sulle rocce calcaree dai fiumi ha creato, nel corso dei millenni, gole e voragini molto profonde. Data la natura calcarea delle rocce il reticolo idrografico della regione alimenta una vasta rete di acquiferi carsici che ha contribuito alla formazione delle grotte del Bue Marino, o di risorgive come Su Gologone. Sempre legati a fenomeni carsici o erosivi sono l'altopiano di Doinanicoro, esteso 3 km² a circa 900 m di quota e la gola di Gorropu.
Il Monte Corrasi con i suoi 1463 m è la cima più alta del Supramonte; seguono poi Punta sa Pruna (1391 m), Monte Ortu Haminu (1340 m), Monte Novo San Giovanni (1316 m), Monte Fumai (1316 m) Monte Gutturgios,  Punta su Nercone (1263 m), Monte Su Biu (1163 m) Monte Oddeu (1063 m), Punta Turusele (1024 m).

## Supramonte
In origine era indicato Supramonte solo una parte del massiccio calcareo del comune di Orgosolo, (fatto accertato anche su carte comunali e IGM sino aI 1966, e anche da anziani ancora viventi non solo di Orgosolo ma anche di paesi vicini) poi con l'influenza del turismo e di società trekking e vari gruppi escursionistici si è dato il nome Supramonte a tutto il massiccio calcareo del centro. Appunto i vasti altopiani e rilievi di dolomie e calcari mesozoici sono compresi nei territori comunali di Dorgàli e Baunèi, verso la costa e di Olièna, Orgòsolo, Urzulèi, verso le zone interne e prendono il nome dal comune di appartenenza. L'intera area è compresa nei fogli IGM 1:100 000 Nuoro 207 e Dorgali 208.

### Geologia
Il substrato geologico appare costituito da scisti paleozoici e formazioni granitiche del ciclo ercinico, con coperture di calcari mesozoici del Giurassico e del Cretaceo.

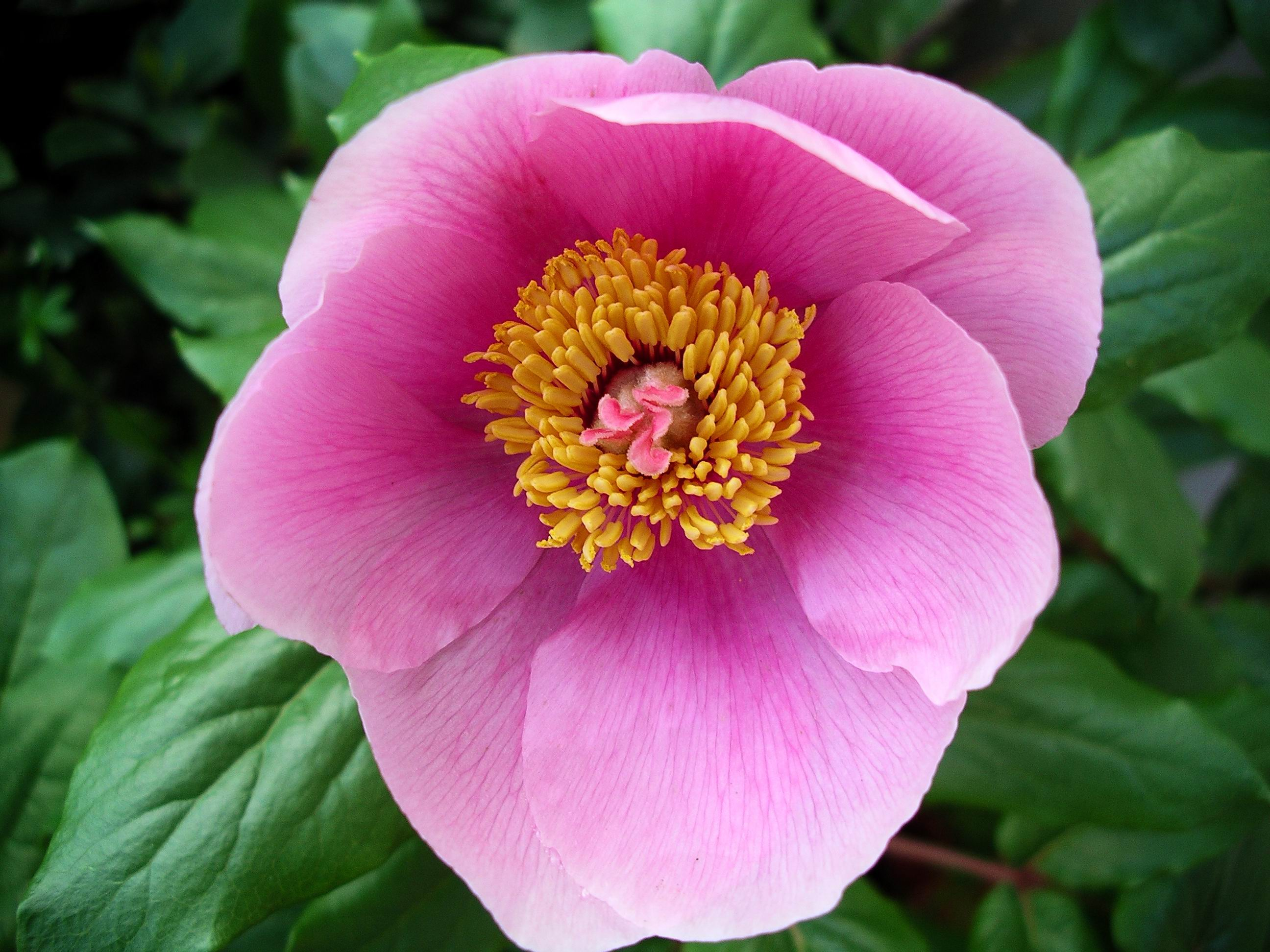
Rosa peonia

### Flora
In questo territorio trova il suo optimum climatico la lecceta. Nella foresta di Montes si trova Sas Baddes, la più estesa ed anche una delle ultime leccete primarie presenti non solo in Italia ma anche nell'intera area del Mediterraneo e in Europa. Ha un'estensione di 1050 ettari e vi si trovano esemplari piuttosto vetusti di specie come il leccio, il tasso, il ginepro e l'agrifoglio, insieme a alberi di fillirea, acero minore e arbusti di corbezzolo. Nel sottobosco cresce la peonia o Rosa peonia, una pianta perenne erbacea dai grandi fiori di colore porpora. In questi particolari ambienti boschivi montani si trovano altre specie vegetali come l'efedra nebrodense, la sassifraga setolosa, l'alisso di Tavolara  ed il trifoglio di Moris.

### Fauna
Tra le specie che nidificano indisturbate si trovano: l'aquila reale, il gheppio, l'astore, il colombaccio, lo sparviero, la pernice, la cornacchia grigia di Sardegna ed il corvo imperiale di Sardegna. Tra i mammiferi il muflone si è adattato perfettamente a questi ambienti così come i cinghiali sardi. Nella foresta di Montes si trovano il gatto selvatico sardo, il topo quercino sardo, il ghiro, la volpe sarda, la martora, la lepre e il coniglio selvatico sardo.

### Insediamenti prenuragici e nuragici
Anche se attualmente il territorio del Supramonte si presenta aspro ed ostile, tra i dirupi, le gole ed i canyon, vivevano svariati clan di nuragici che nel solo territorio di Dorgali hanno lasciato tracce ben visibili di ben 78 villaggi, 46 nuraghi, 14 dolmen, 40 tombe dei giganti, 17 pozzi sacri e 3 muraglie megalitiche di protezione, con il villaggio di Serra Orrios che contava circa 70 capanne circolari e due tempietti a mégaron. Il Supramonte di Urzulei custodisce il villaggio nuragico di Or Murales,  insediamento dell’età del Bronzo che ha preservato uno straordinario stato di conservazione. Or Murales sorge sopra il grande Canyon di Codula Ilune, a pochi chilometri di distanza dalla nota Cala Luna, ed è considerato il sito archeologico  meglio conservato di tutto il Supramonte.

### Supramonte montano

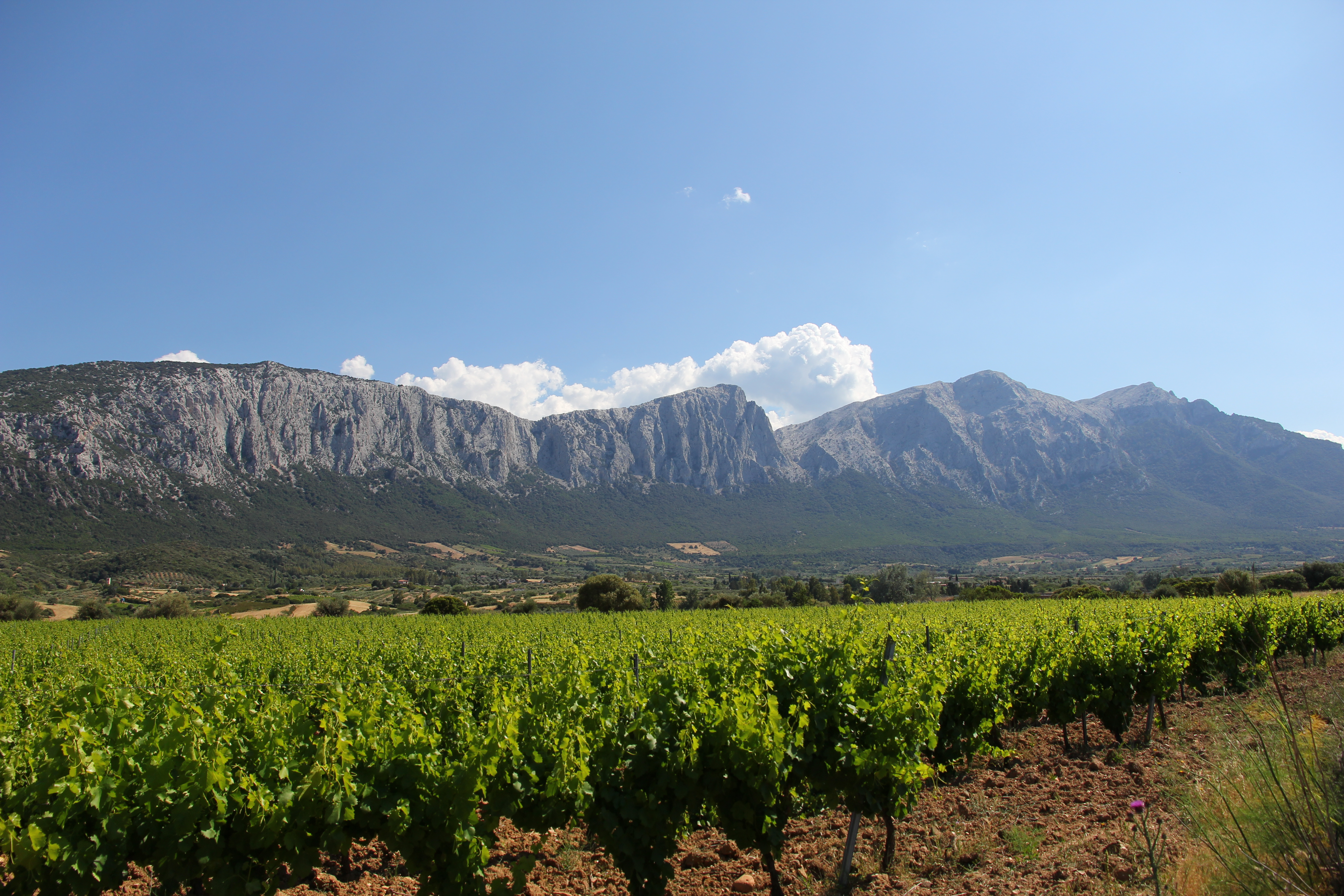
Supramonte di Oliena

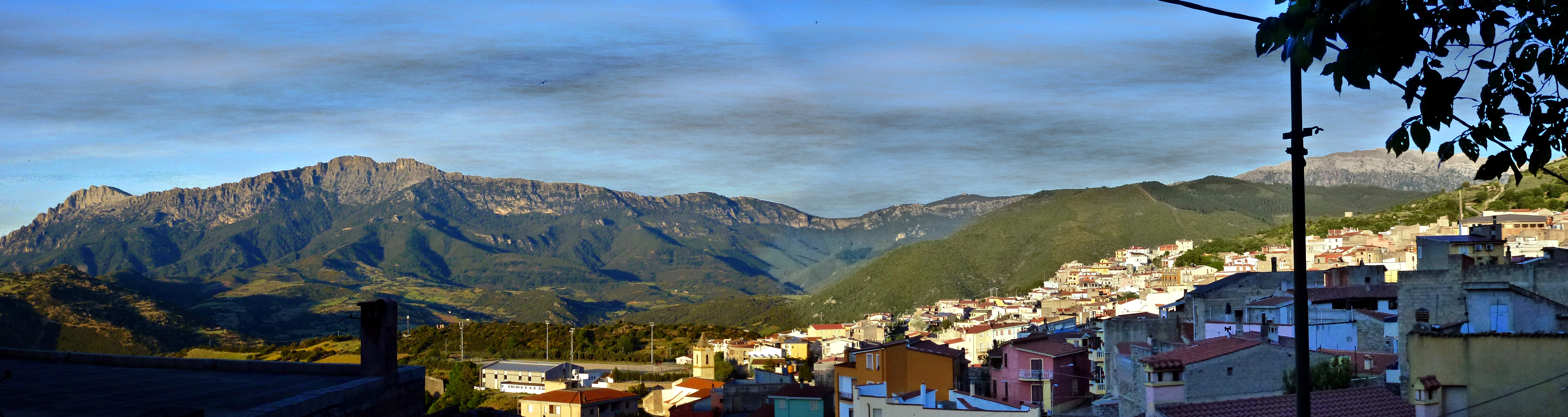
Supramonte di Orgosolo

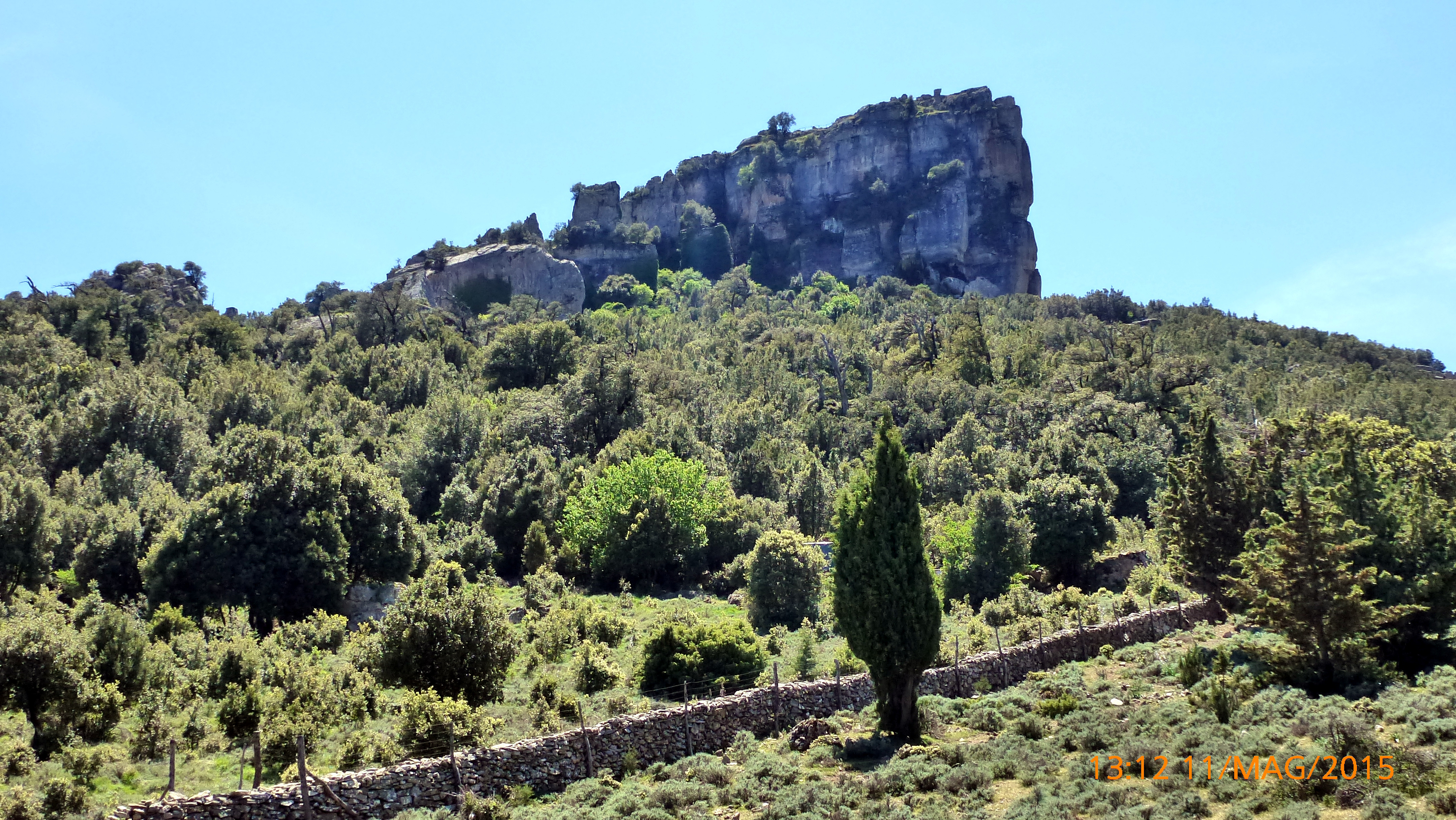
Monte Fumai

La strada statale 125 Orientale Sarda segna il confine tradizionale tra quello che viene definito il Supramonte montano ed il Supramonte marino. Sono considerati montani il Supramonte di Oliena, di Orgosolo e di Urzulei (quest'ultimo ha anche una parte marina).

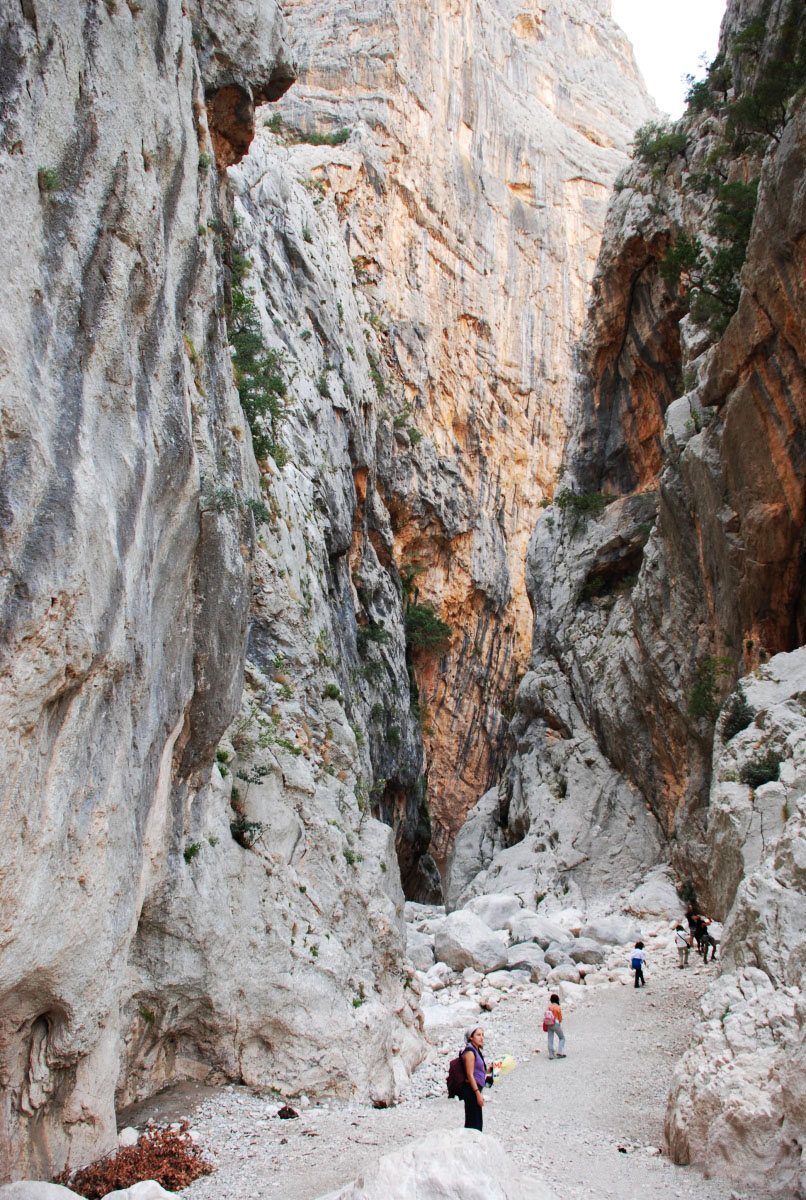
La gola di Gorropu

#### Supramonte di Orgosolo

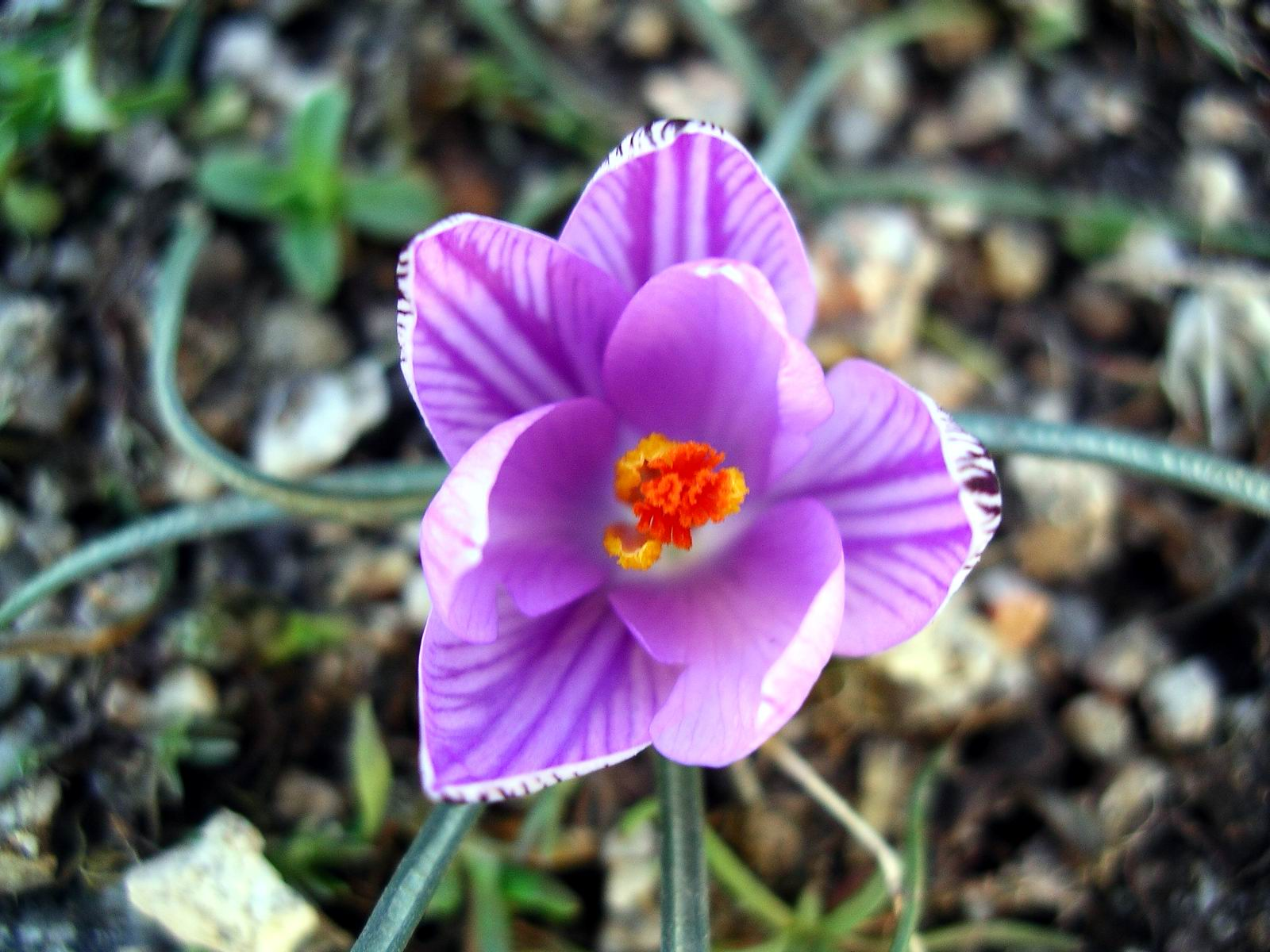
Crocus corsicus

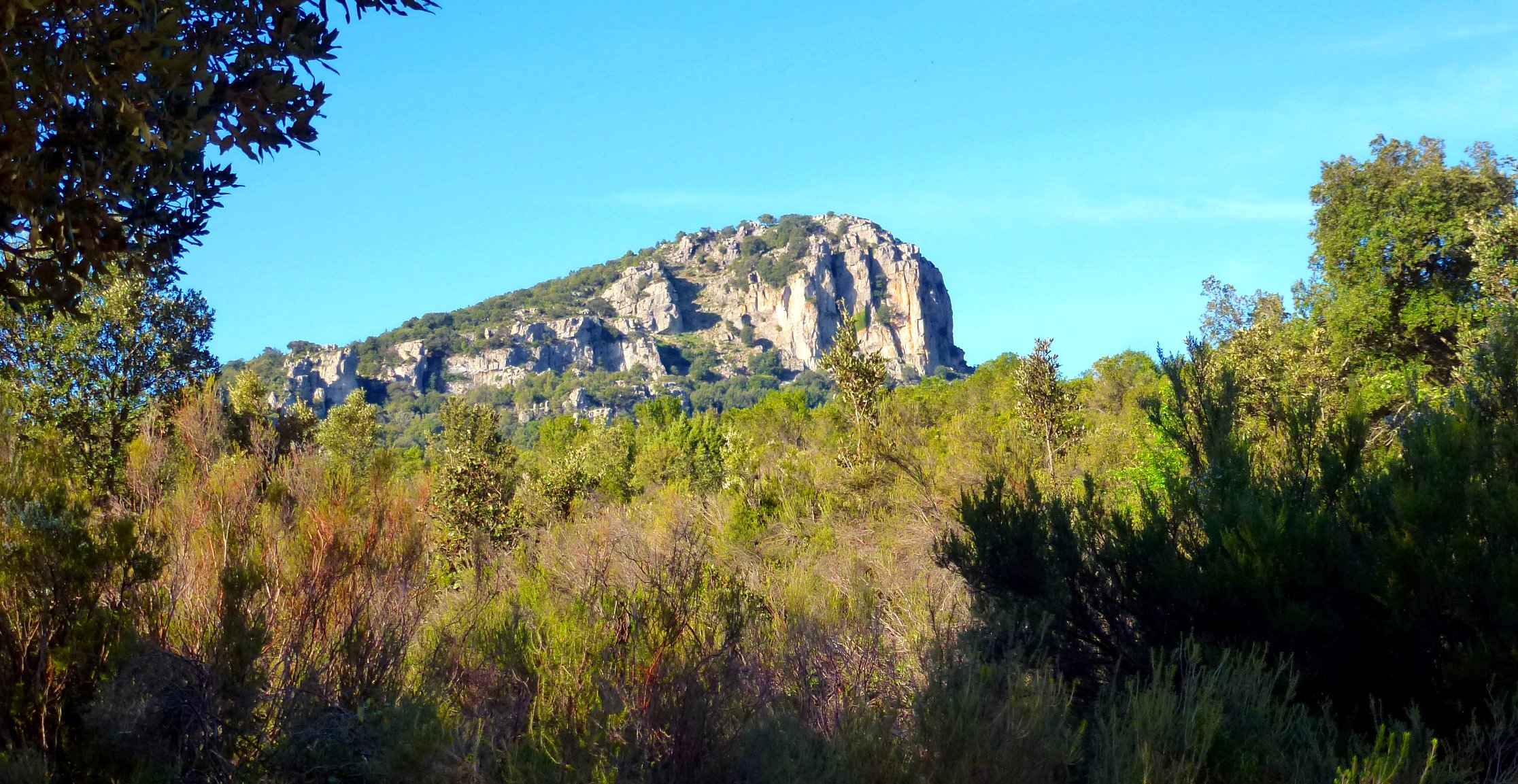
Monte Su Biu nel territorio della foresta Montes Orgosolo (NU)

Il Supramonte di Orgosolo ha un'estensione di 22000 ha e comprende le formazioni montuose del Monte Novo San Giovanni con le sue guglie alte fino a 70 metri ed il Monte Fumai (1316 m s.l.m.) e Monte Su Biu (1163 m s.l.m.). Nel suo territorio si trova la foresta di Montes, la lecceta d'alto fusto plurisecolare di sas Baddes, l'altopiano di Campu Donanigoro, il pianoro di Su Mudrecu dove secolari ginepri scheletriti testimoniano l'incendio che distrusse la foresta nel 1931, la dolina (400 metri di diametro e 1 km e mezzo di circonferenza) di Su Suercone che è stata dichiarata monumento naturale con un provvedimento legislativo dalla Regione Sardegna al fine di tutelarne l'ambiente naturale.
A testimonianza della frequentazione in epoca nuragica restano diverse testimonianze come il villaggio di Sas Baddes attorniato da una foresta di lecci, due tombe di giganti e il nuraghe Mereu, uno dei pochi che si presentano di color bianco in quanto costruito con blocchi di pietra calcarea. Tale nuraghe è formato da una torre principale e due secondarie, protette da una muraglia megalitica rettilinea di oltre tre metri d'altezza dalla quale la vista spazia sulle lontane pareti calcaree che introducono alla gola di Gorropu.

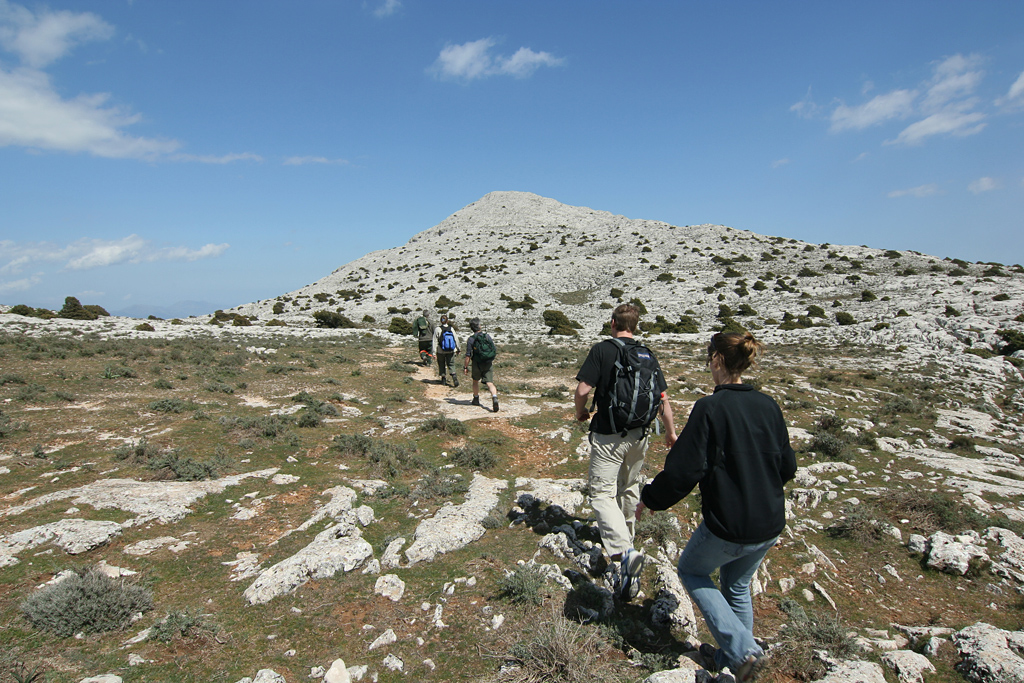
Punta sos Nidos

#### Supramonte di Oliena
Il Supramonte di Oliena, con una superficie di 3620 ha, è delimitato nel versante nord-occidentale da imponenti bastionate e pareti a strapiombo, che annoverano importanti cime quali Punta Corrasi (1463 m), Punta Sos Nidos (1348 m), Punta Carabidda (1321 m), Punta Ortu caminu (1331 m), Punta Cusidore (1147 m) e Preda 'e mugrones (1138 m). Il fronte della montagna si presenta compatto, interrotto solo dai valichi di Orgoi, Pradu e s'Arenagliu. Nel versante orientale degrada rapidamente verso l'ampia vallata di Sovana e dentro la valle di Lanaitho, che segna il confine con il comune di Dorgali.
Le montagne del Supramonte che sovrastano il paese di Oliena sono conosciute anche con il nome di Dolomiti sarde e coprono un'area di 3620 ha. Il Monte Corrasi - simbolo del paese - con i suoi 1463 m è la cima più alta del Supramonte. Nelle sue viscere si trovano svariate grotte tra le quali la grotta de Sa Oche e de Su Ventu - famose per essere tra le più grandi in Europa - e la grotta Corbeddu, luogo nel quale il bandito Giovanni Corbeddu, vissuto alla metà dell'800, si rifugiava durante la latitanza. Questa grotta più che da un punto di vista speleologico, è importante da quello archeologico e paleontologico perché nel 1968 vi furono rinvenuti i resti del cosiddetto Prolagus Sardus Wagner, un piccolo roditore estintosi in epoca romana, tracce di frequentazione umana risalenti al 10000 a.C., resti di cervo preistorico vissuto circa 30 000 anni fa, ma anche resti umani e utensili in osso.
Le grotte de Sa 'Ohe e quella de Su Ventu sono collegate tra loro tramite un sifone naturale e nel loro interno sono presenti diversi laghetti sotterranei. Il fiume che le attraversa arriva dagli altopiani del Supramonte e riaffiora in superficie nella sorgente di Su Gologone, dopo aver percorso una trentina di chilometri nelle viscere della terra. Secondo molti il significato dei nomi, spesso accomunati insieme,Sa 'Ohe 'e Su Ventu in lingua sarda significano la voce del vento a causa del cupo lamento che si può sentire quando l'acqua scorre al suo interno. Ciò in realtà è un errore dato dal considerare le grotte un tutt'uno, poiché in dialetto olianese  'Ohe vuol dire foce, mentre "" voce"" si pronuncia come Vohe. Questo vasto ed esteso sistema carsico, insieme alla fonte de Su Gologone (la più grande sorgente carsica della Sardegna, la valle di Lanaitho, gli altopiani del Supramonte, Badde Pentumas, il villaggio nuragico di Tiscali, considerato come una vera e propria "città segreta", la Sedda 'e sos Carros attraggono ogni anno migliaia di escursionisti.
Sui calcari dolomitici, in un areale molto ristretto in località Pradu a circa 1 100 metri di altitudine, vegeta una rara specie vegetale endemica: il ribes di Sardegna (Ribes sardoum).

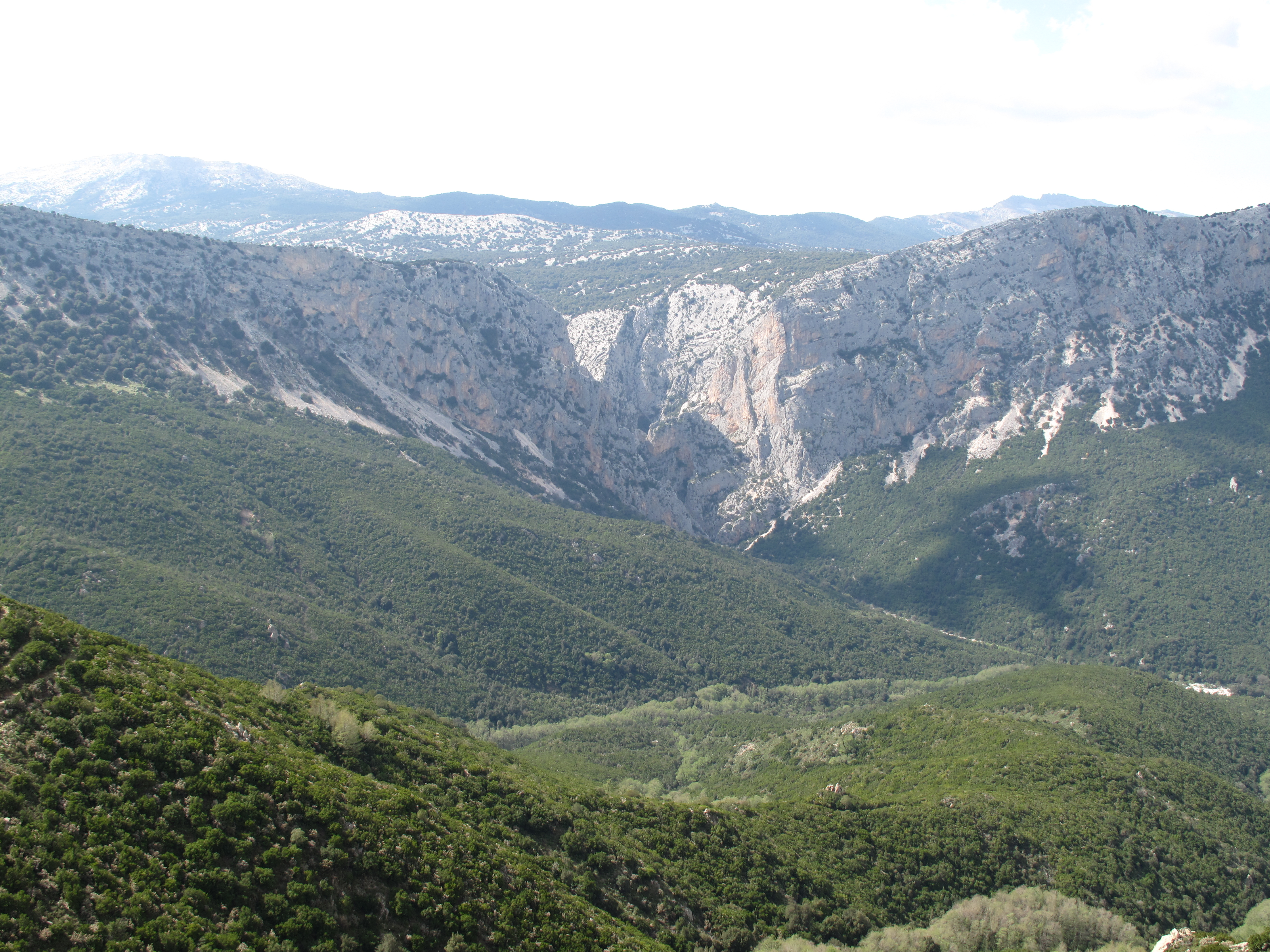
Gola di Gorropu(Urzulei-Orgosolo) vista dall'Orientale Sarda

#### Supramonte di Urzulei
Nel comune di Urzulei il Supramonte si estende per 4830 ha nella parte montana e per 1180 ha in quella marina. Nella parte orientale il fiume Flumineddu ha scavato per 22 km un canyon che origina la gola di Gorroppu, al confine con i territori di Orgosolo. Le pareti in verticale sono alte circa 450 m, ed è una delle gole più profonde d'Europa.
Altra gola che sprofonda nella grotta - inghiottitoio chiamata S' Ingurtidorgiu de Orbisi, è il letto asciutto della Codula Orbisi. Durante le abbondanti piogge invernali vi convogliano le acque provenienti dal bacino del Supramonte di Urzulei e dalle montagne di Talana. Le piene torrentizie dopo aver percorso circa tre km all'interno dell'omonima grotta, riaffiorano in superficie formando una cascata alta circa 70 metri chiamata Su Cunnu e s'Ebba e, circa un chilometro più a valle, la cascata conosciuta come Sa Giuntura.

### Supramonte marino
Il Supramonte marino si estende tra i comuni di Baunei e di Dorgali. Si affaccia sul Golfo di Orosei ed è profondamente scavato da suggestive codule che sfociano sul mare a formare spiagge di sabbia bianca.
Difficilmente accessibile via terra, se non dopo ore di trekking, la costa è un susseguirsi di falesie, di scogliere, di grotte, di faraglioni, di pinnacoli giganti incastrati tra i canyon.

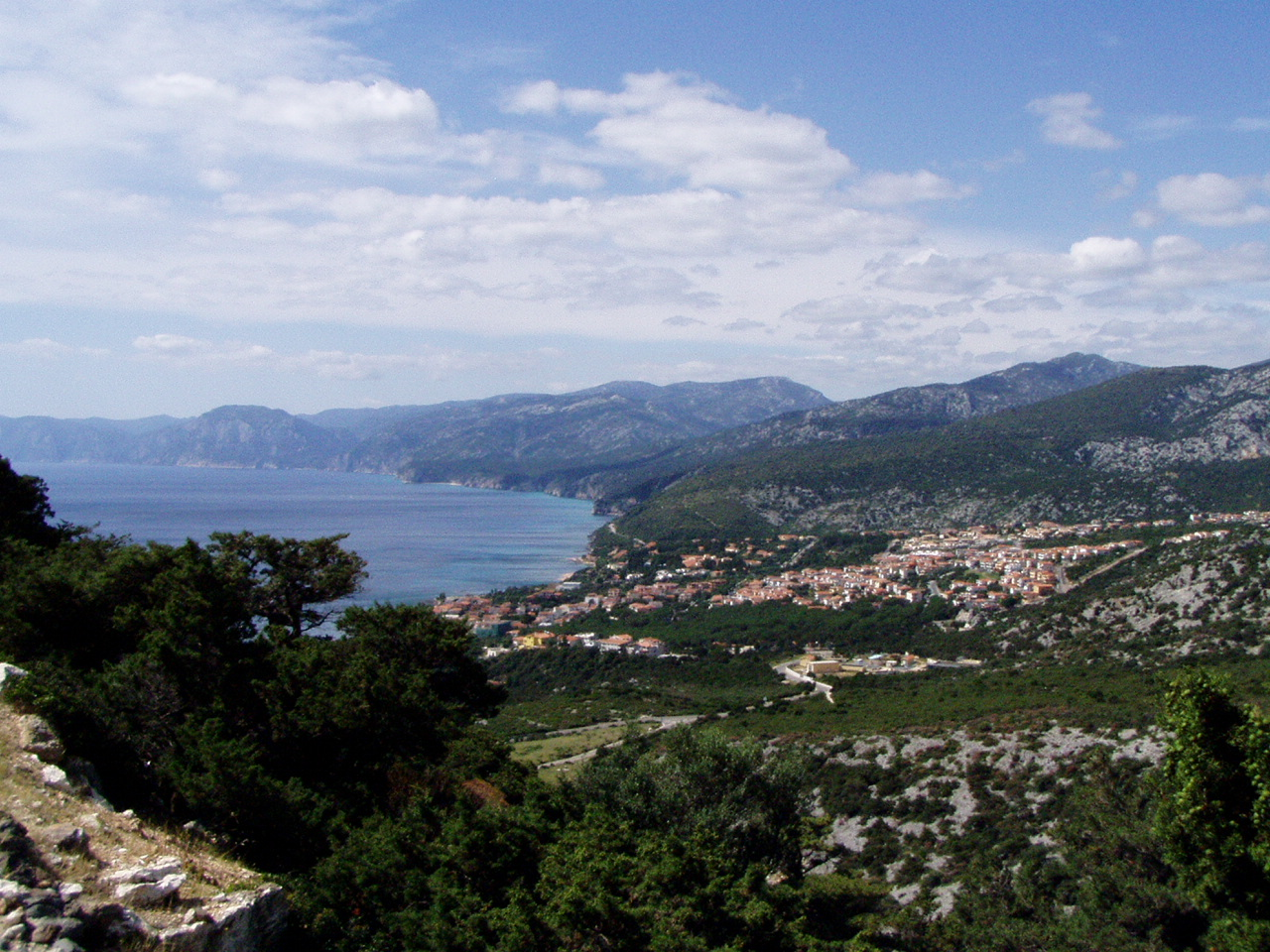
Cala Gonone

#### Supramonte di Dorgali
Il Supramonte di Dorgali è situato tra le valli del fiume Flumineddu e quella del fiume Cedrino. Si estende per 4400 ha nel supramonte marino, per 2000 ha in quello montano con i suoi Monti a dividere la Barbagia dall'Ogliastra; divide anche i monti di Dorgali da quelli di Urzulei. Alle spalle di Dorgali, sulla Strada Statale 125 (Orientale sarda), un tunnel scavato nella roccia attraversa il Monte Bardia e collega all'entroterra il paese di Cala Gonone. Attraverso il suo porto si accede alle spiagge di Cala Fuili,Cala Luna e alle grotte del Bue Marino, un tempo rifugio di foche monache. A nord del paese si trova la grotta di Ispinigoli caratterizza l'Abisso delle Vergini dove sono stati ritrovati gioielli di epoca fenicia esposti nel locale Museo archeologico, e da una stalato-stagmite alta 38 metri.

#### Supramonte di Baunei

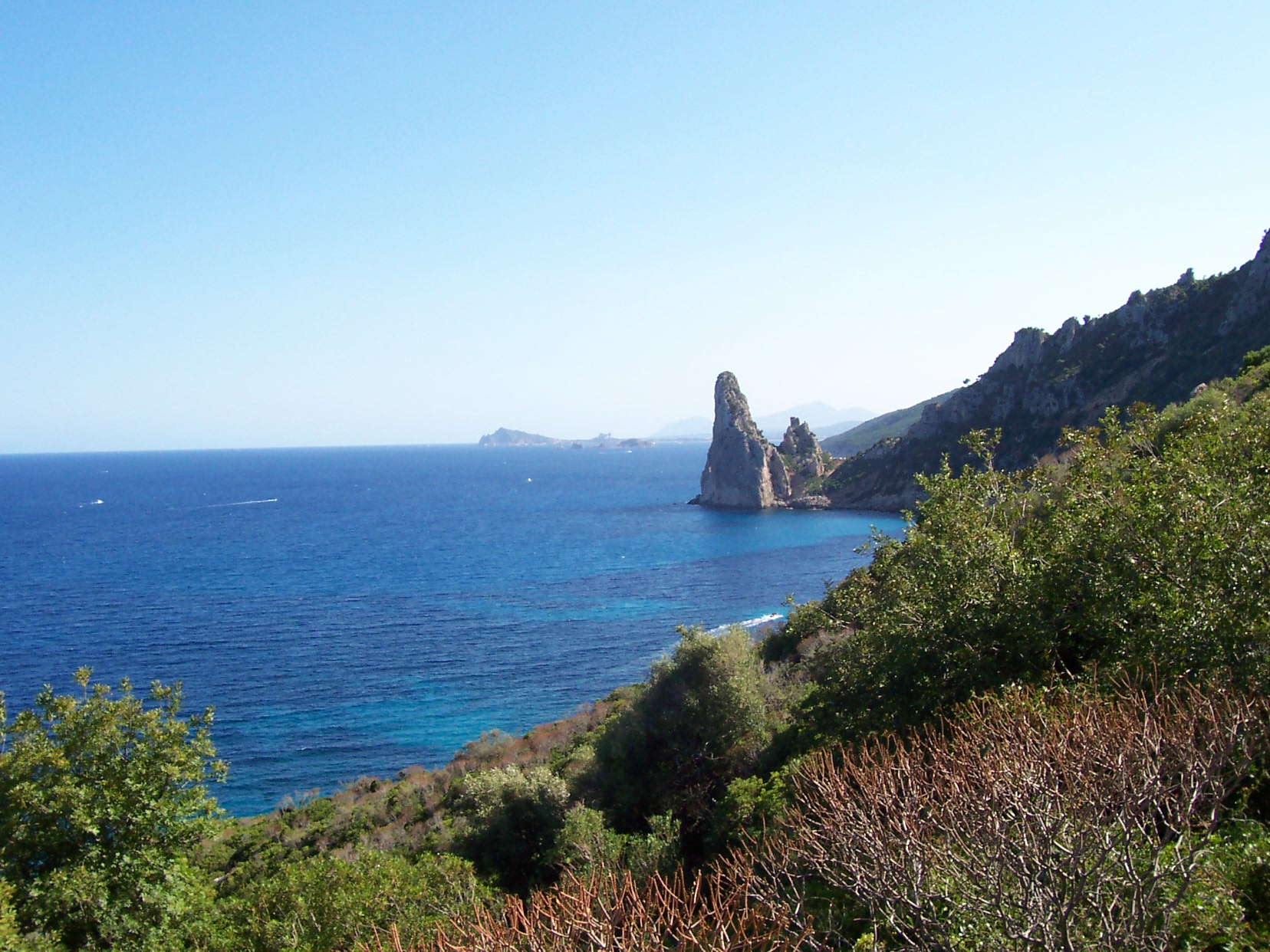
Baunèi - Pedra Longa

Il Supramonte di Baunei si estende per 8000 ha interamente nella parte marina. Comprende l'estremità sud orientale dell'altopiano corrispondente alla parte nord della provincia dell'Ogliastra. Di questo territorio fa parte il pinnacolo calcareo dell'Agugliastra, chiamato anche Pedra Longa e la Punta Ginnircu. Sull'altopiano del Golgo si apre S'Isterru, una voragine di origine carsica profonda 275 metri. La voragine è tra gli inghiottitoi a campata unica più profondi d'Europa.
Raggiungendo la costa, l'altopiano precipita sul mare rendendo alquanto difficoltoso l'accesso via terra ad una serie di spiagge e di cale incastonate lungo le falesie come Cala Biriola, Cala Goloritzé, Cala Mariolu, Ispulige de Nie.